# Johannes Zimmermann (Theologe)
Johannes Zimmermann (* 1965 in Dettingen am Albuch) ist ein deutscher Theologe und Pfarrer der Württembergischen Landeskirche. Seit März 2023 ist er Dekan des Kirchenbezirks Vaihingen-Ditzingen.

## Leben und Wirken
Zimmermann studierte von 1986 bis 1992 Evangelische Theologie in Tübingen, Jerusalem, Erlangen und Straßburg. Von 1992 bis 1995 absolvierte er ein Promotionsstudium in Straßburg und Tübingen und war anschließend bis zur Ordination 1998 Vikar der Württembergischen Landeskirche in Dußlingen. 1998 wurde er in Tübingen mit einer von Martin Hengel betreuten Dissertation über Messianische Vorstellungen in den Schriftfunden von Qumran, einer Untersuchung zur Erforschung der frühjüdischen Messiaserwartung zum Dr. theol. promoviert. Danach war er bis 2004 wissenschaftlicher Assistent bei Martin Hengel in Tübingen.
Von 2004 bis 2010 war er wissenschaftlicher und mitgründender Geschäftsführer sowie Theologischer Studienleiter des Instituts zur Erforschung von Evangelisation und Gemeindeentwicklung in Greifswald. 2005 habilitierte er sich an der Ernst-Moritz-Arndt-Universität Greifswald mit seiner Arbeit über Gemeinde zwischen Sozialität und Individualität: Herausforderungen für den Gemeindeaufbau im gesellschaftlichen Wandel, womit er einen Überblick über derzeitige Konzeptionen zum Thema Gemeinde im ökumenischen Horizont gab und Herausforderungen für den Gemeindeaufbau im gesellschaftlichen Wandel aufzeigte. In Greifswald arbeitete er anschließend als Privatdozent, bevor er im Oktober 2014 zum außerplanmäßigen Professor für Praktische Theologie berufen wurde. Zwischen September 2010 und Juli 2017 hatte er die Pfarrstelle in Endingen (Balingen) inne. Von 2017 bis 2022 war er Professor für Praktische Theologie an der Evangelischen Hochschule Tabor in Marburg. Seit März 2023 ist er Dekan des Kirchenbezirks Vaihingen-Ditzingen.
Zimmermann ist Mitglied in wissenschaftlichen Vereinigungen wie dem Deutschen Hochschulverband, der Deutschen Gesellschaft für Missionswissenschaft und der Wissenschaftlichen Gesellschaft für Theologie. Er arbeitet seit 2006 im Theologischen Ausschuss der Arbeitsgemeinschaft Missionarische Dienste und im Prüfungsausschuss der Pommerschen Evangelischen Kirche mit. Seit 2007 ist er Mitglied der Projektgruppe „(Wieder-)Eintritt“ des Rates der EKD. Zwischen 1998 und 2010 nahm er Predigtaufträge in Nehren, Belsen (Mössingen) und ab 2005 in Lassan in Ostvorpommern wahr. Er ist Referent bei der Kirchensynode, bei Landesmissionsfesten und Studientagen des Albrecht-Bengel-Hauses.

## Privates
Johannes Zimmermann ist seit 1995 mit Heike Hoffmann verheiratet. Das Paar hat drei Kinder.

## Veröffentlichungen
- Messianische Texte aus Qumran: Königliche, priesterliche und prophetische Messiasvorstellungen in den Schriftfunden von Qumran (= Wissenschaftliche Untersuchungen zum Neuen Testament (WUNT) 2. Reihe, Band 104). Mohr Siebeck, Tübingen 1998. ISBN 3-16-147057-5.[14]
- Verstehst du auch, was du liest?: Grundfragen der Bibelauslegung heute. Verlag der Liebenzeller Mission, Bad Liebenzell 2003. ISBN 3-921113-72-5.
- Gemeinde zwischen Sozialität und Individualität: Herausforderungen für den Gemeindeaufbau im gesellschaftlichen Wandel (Habil., Univ., Greifswald 2005) Neukirchener, Neukirchen-Vluyn 2006, 2. Aufl. 2009. ISBN 978-3-7887-2200-5.
- Zwischen Tradition und Event: Kirche wächst durch Gottesdienst. Brunnen-Verlag, Gießen u. Basel 2010. ISBN 978-3-7655-1466-1.
- Von der Gemeinschaft zur Gemeinde: Wege zu mehr Eigenständigkeit in der Gemeinschaftsbewegung. Eine praktisch-theologische Erkundungstour. Brunnen-Verlag, Gießen 2023, ISBN 978-3-7655-9584-4.

als (Mit)Herausgeber
- mit Michael Herbst und Jörg Ohlemacher: Missionarische Perspektiven für eine Kirche der Zukunft. Neukirchener, Neukirchen-Vluyn 2005, 3. Aufl. 2008. ISBN 978-3-788721299.
- mit Claus Dieter Classen und Hans-Martin Harder: Kirchenmitgliedschaft: Zugehörigkeit(en) zur Kirche im Wandel. Neukirchener, Neukirchen-Vluyn 2008. ISBN 978-3-7887-2294-4.
- mit Christian Möller: Gerhard Hennig: Sonntags ist Kirche! Beiträge zu Gottesdienst, Kirche und Seelsorge. Calwer Verlag, Calw 2008. ISBN 978-3-766840691.
- mit Anna-Konstanze Schröder: Wie finden Erwachsene zum Glauben?: Einführung und Ergebnisse der Greifswalder Studie (Mit Geleitwort von Frank Otfried July und John Finney). Aussaat-Verlag, Neukirchen-Vluyn 2010, 2. Aufl. 2011. ISBN 978-3-761558881.[15]
- Darf Bildung missionarisch sein? Beiträge zum Verhältnis von Bildung und Mission. Neukirchener, Neukirchen-Vluyn 2010. ISBN 978-3-7887-2469-6.
- mit Michael Herbst und Jörg Ohlemacher: Gemeinde, Mission und Transformation. Beiträge zur Gemeindeentwicklung. Vandenhoeck & Ruprecht, Göttingen 2020, ISBN 978-3-7887-3441-1.

Aufsätze
- Observations on 4Q246 – the "Son of God". In: James H. Charlesworth, Hermann Lichtenberger, Gerbern S. Oegema (Hrsg.): Qumran-Messianism. Studies on the Messianic Expectation in the Dead Sea Scrolls. Tübingen 1998, S. 175–190.
- Messianische Erwartungen in den Schriftfunden von Qumran. Einführung und Überblick. In: Theologische Beiträge 31 (2000), S. 125–144.
- Beten für die Verstorbenen?. In: Theologische Beiträge 34 (2003), S. 256–269.
- Auf dem Weg zur Gemeinde der Zukunft. Gemeindeaufbau vor neuen Herausforderungen. In: Theologische Beiträge 26 (2005), S. 30–43.
- Was wurde aus dem „missionarischen Gemeindeaufbau“? Zwischenbilanz 25 Jahre nach „Überschaubare Gemeinde“. In: Michael Herbst, Jörg Ohlemacher, Johannes Zimmermann (Hrsg.): Missionarische Perspektiven für die Kirche der Zukunft (Beiträge zu Evangelisation und Gemeindeentwicklung Bd. 1). Neukirchener, Neukirchen-Vluyn 2005, S. 85–104.
- Die vierte Kirchenmitgliedschaftsuntersuchung (Kapitel 2) aus (missions-)theologischer Perspektive. In: Wolfgang Huber, Johannes Friedrich, Peter Steinacker (Hrsg.): Kirche in der Vielfalt der Lebensbezüge. Die vierte EKD-Erhebung über Kirchenmitgliedschaft. Gütersloh 2006, S. 135–140.
- Parochie – und was sonst? Die Gestalt der Gemeinde Jesu Christi zwischen parochialen und überparochialen Strukturen. In: Theologische Beiträge 37 (2006), S. 197–214.
- Die Parochie ist kein Auslaufmodell. In: Martin Reppenhagen, Matthias Bartels (Hrsg.): Gemeindepflanzung – ein Modell für die Kirche der Zukunft? (= BEG 4). Neukirchener, Neukirchen-Vluyn 2006, S. 184–203.
- Gemeindegründungen und Gemeinschaftsgemeinden – Beobachtungen und Anmerkungen zu Entwicklungen im Gnadauer Verband. In: Martin Reppenhagen, Matthias Bartels (Hrsg.): Gemeindepflanzung – ein Modell für die Kirche der Zukunft? (=BEG 4). Neukirchener, Neukirchen-Vluyn 2006, S. 134–153.
- Bausteine für eine Theologie der Evangelisation. In: Hartmut Bärend, Ulrich Läpple (Hrsg.): Dein ist die Kraft – Für eine wachsende Kirche. Grundlagen – Perspektiven – Ideen. Neukirchener, Neukirchen-Vluyn, Leipzig 2007, S. 106–116.
- Ist der Gottesdienst eine „missionarische Gelegenheit“? Überlegungen zum Verhältnis von Gottesdienst und Mission. In: Theologische Beiträge 39 (2008), S. 6–23.
- Grenzgänger, Grenzräume und Annäherungsversuche. Zugänge zur Kirche in praktisch-theologischer Perspektive. In: Johannes Zimmermann (Hrsg.): Kirchenmitgliedschaft. Zugehörigkeit(en) zur Kirche im Wandel (= BEG 5). Neukirchener, Neukirchen-Vluyn 2008, S. 114–125.
- Being connected. Sozialität und Individualität in der christlichen Gemeinde. In: Martin Reppenhagen, Michael Herbst (Hrsg.): Kirche in der Postmoderne (= BEG 6). Neukirchener, Neukirchen-Vluyn 2008, S. 136–160.
- „Sonntags ist Kirche“. Zum 70. Geburtstag von Gerhard Hennig. In: Theologische Beiträge 39 (2008), S. 299–305.